# تباين الكثافة
تباين الكثافة هو مقياس يُستخدم في تشكيل المجرات للإشارة إلى مواقع تواجد التركيزات الموضعية في كثافة المادة.  
{\displaystyle \Delta ={\frac {\partial \varrho }{\varrho }}}
إذ يُعتقد أنه بعد التضخم، على الرغم من أن الكون كان موحدًا في الغالب، كانت بعض المناطق أكثر كثافة قليلاً من غيرها، بحيث كان ترتيب الكثافات المتغيرة يصل إلى 1 تريليون.   ومع توسع الأُفق المادي ازدادت الكتل المتماسكة عرضيًا (أو بسبب الجاذبية) للكتل المرتبطة حتى وصلت إلى كتلة جينس وبدأت في الانهيار، حتى أدى ذلك إلى تكون المجرات وعناقيد المجرات والعناقيد المجرية الهائلة وخيوط المجرات.